# Конзервација (психологија)
Конзервација се односи на способност логичког размишљања која омогућава особи да утврди да ће одређена количина остати иста упркос прилагођавању посуде, облика или привидне величине, како наводи швајцарски развојни психолог Жан Пијаже. Његова теорија тврди да ова способност није присутна код деце током преоперационалног стадијума когнитивног развоја у узрасту од 2 до 7 година, али се развија у конкретној-операционалној фази од 7 до 11 година.

## Задаци
Задаци очувања (конзервације) тестирају способност детета да види да су нека својства очувана или непроменљива након што објекат прође кроз физичку трансформацију. Следећи задаци такође објашњавају различите врсте конзервације. Пијаже је предложио да је неспособност деце узрокована начином размишљања током преоперационалне фазе (узраст 2-6 година). Ову фазу когнитивног развоја карактерише фокусирање деце на једну, истакнуту димензију висине или дужине, док игноришу друге важне атрибуте објекта. Деца током ове фазе такође имају тенденцију да се фокусирају на статичке карактеристике објеката, уместо да се фокусирају на то када се објекти мењају, што је критичан елемент Пијажеових задатака.

### Течност
Задатак се почиње са две чаше течности које су потпуно истог облика и садрже исту количину течности. Дете се пита да ли има више, мање или исто течности у обе чаше. Ако дете одговори да су исте, течност из једне од кратких чаша се затим сипа у вишу, ужу чашу. Дете које нема развијен концепт конзервације претпоставиће да виша чаша има више течности од мање чаше. 
Пијажеов други чувени задатак да тестира очување течности укључује показивање детету две чаше, А1 и А2, које су идентичне и које садрже исту количину обојене течности. Затим се течност из чаше А1 сипа у вишу, тању чашу (Б1), а течност у А2 се сипа у чашу (Б2) идентичну Б1. Дете се затим пита да ли у свакој од нових чаша (Б1 и Б2) још увек постоји иста количина течности као у чашама А1 и А2. Дете које не може да конзервира одговорило би „не, у високим танким чашама има више“, док би дете које уме одговорило „да, још увек има иста количина“. Пијаже је такође поновио овај задатак са перлама у чашама и поново открио да су нека деца била у стању да схвате конзервацију, док друга нису.

### Број
За очување броја, задатак дизајниран за тестирање деце укључује сет од неколико штапића или округлих бројача. Ови бројачи (обично 6 за 6-годишњака) су постављени у две паралелне, хоризонталне линије које су исте дужине. Затим истраживач рашири бројалице у једној од линија, како би тај ред био дужи од другог. Истраживач затим пита: "Да ли постоји исти број или различит број бројача у сваком реду?" Дете које не може да чува одговориће да у дужој линији има више бројача, док ће дете које уме да чува препознати да у сваком реду има исти број бројача. Док дете гледа, тестер затим поново саставља линије бројача тако да су две линије једнаке дужине и да се дете сложи да су исте дужине. Тестер приближава бројаче у једном реду, тако да ред буде краћи и поново пита да ли две линије имају једнак број бројача у свакој линији, или има различит број у свакој линији.

### Квантитет чврсте материје
За очување квантитета чврсте материје, задатак дизајниран за процену деце укључује две грудве глине. Истраживач прво уваља две грудве у исти облик. Затим истраживач испружи једну од лоптица у дугачак облик. Истраживач пита дете да ли два глинена облика имају исту количину глине или различиту количину. Дете које не може да конзервира одговориће да облици имају различите количине глине - да дугачки облик има више. Дете које уме да конзервира схватиће да још увек обоје имају исту количину глине. Очување чврсте количине деци је теже научити него очување течности и јавља се касније.

### Тежина/маса
За очување тежине/масе, задатак укључује две грудве глине и вагу. Експериментатор поставља две једнаке кугле глине на обе стране ваге и показује да су тежине исте. Експериментатор затим обликује једну куглицу од глине у дугуљасти облик и пита дете да ли ће два комада глине и даље имати исту количину. Дете које не може да конзервира одговориће да сада има другу количину, док ће дете које може да конзервира препознати да облик не утиче на тежину/масу и одговорити да има исту количину.

## Старост
Узраст у коме су деца способна да заврше задатке конзервације варира; индивидуалне разлике могу довести до тога да нека деца развију способност касније или раније од друге. Такође старост може да варира у различитим земљама. Међутим, већина деце није у стању да правилно изврши задатак конзервације броја од 4 до 5 година, а већина деце развија способност од 6 до 8 година. Конзервација масе и дужине се дешава око 7. године, очување тежине око 9. године, а очување запремине око 11. године.
Пијажеове студије конзервације навеле су га да посматра фазе кроз које деца пролазе када стичу способност конзервације. У првој фази деца још немају способност конзервације. Током задатка конзервирања течности, деца ће одговорити да течност у високој чаши увек има више течности него у краткој чаши; не могу да разазнају висину од количине. У другој фази, деца проширују своје расуђивање у задатку очувања течности тако да укључују и ширину као разлог; они могу одговорити да краћа, чвршћа чаша има више течности него висока, мршава чаша. У трећој фази деца су стекла способност чувања и препознала да висина и ширина не утичу на количину. Конзерватори чвршће верују у своје одговоре на задатке очувања, када су упарени са неконзерваторима као партнерима, и они су у стању да понуде више објашњења и вероватније ће манипулисати материјалима задатка како би доказали своју тачку него они који нису конзерватори.
У многим случајевима, задаци обуке су успешни у подучавању деце која нису конзерватори да правилно заврше задатке конзервације. Деца узраста од четири године могу се обучити за очување коришћењем оперантне обуке; ово укључује понављање задатака очувања и јачање тачних одговора уз исправљање нетачних одговора. Ефекти обуке на једном задатку конзервације (као што је конзервација течности) често се преносе на друге задатке конзервације.

## У вези с образовањем
Истраживања показују да деца која се баве конзервацијом показују већу тачност у решавању проблема са сабирањем и одузимањем са одвојеним временом од деце која нису сачувана. Ово истраживање наглашава важност логичко-реверзибилног мишљења, елемента неопходног за очување, као критичне компоненте за способност детета да течно изводи инверзне математичке задатке (5 + 2 = 7; 7 − 5 = 2). За неконзервирајућу децу, истраживања показују да наставници треба да се баве децом и често им постављају питања о објектима у њиховом окружењу како би подстакли развој логичнијег размишљања.

## Кроскултуралне студије
Већина студија указује да се очување дешава у сличном низу и у сличном узрасту у различитим културама, али да постоје разлике у стопи којом се очување (и друге когнитивне способности) стичу у различитим културама. На пример, једна студија која је испитивала адолесценткиње у САД и Замбији није пронашла никакву разлику у њиховој способности да одговоре на питања која указују на способност очувања у тестовима очувања тежине/масе. Друга студија је проучавала децу из многих земаља (Аустралије, Холандије, Енглеске, Новог Зеланда, Пољске и Уганде) и тестирала узрасте у којима се појављује очување. Открили су да је стопа по којој су деца стекла конзервацију незнатно варирала у различитим земљама, али да су старосни трендови када се конзервација развија слични преко граница упркос културном васпитању. Преглед међукултуралних студија које се баве Пијажеовим задацима подржао је овај налаз и открио да се, иако се опште фазе когнитивног развоја које је Пијаже оцртао, дешавају у различитим културама, да стопа развоја није конзистентна међу културама, а понекад и да до последње фазе формалних операција не допиру деца у свим културама, због недостатка искустава која би помогла да се ова врста размишљања развије.
Треба посветити велику пажњу међукултуралним испитивањима очувања како би се избегло добијање пристрасних резултата. На пример, једна студија која је тестирала адолесценте који припадају народу Волоф у Сенегалу открила је да нису у стању да конзервирају у задатку конзервације течности. Међутим, друга студија сугерише да је њихова интерпретација сврхе експериментатора можда била у сукобу са давањем директних одговора на стандардна Пијажеовска питања, јер - осим у школском испитивању - Волоф људи ретко постављају питања на која већ знају одговоре. Када је задатак представљен као питања за учење језика о значењу квантитативних појмова као што су „више“ и „исто“, одговори су одражавали разумевање очувања.

## Критика истраживачких метода
Задаци конзервације (и отуда Пијажеова теорија) су критиковани на више фронтова у погледу истраживачких метода. Многе студије су разматрале варијације задатака очувања и како ове варијације утичу на одговоре деце. На пример, студије показују да децу треба процењивати и вербално и невербално, јер њихово процењивање искључиво на вербални начин може дати резултате тестова који сугеришу да нека деца нису у стању да конзервирају, док у ствари могу да одговоре правилно на невербални начин.
Истраживања су показала да постављање истог питања двапут доводи до тога да мала деца промене свој одговор јер претпостављају да им се поново поставља питање јер су погрешила први пут. Чинило се да је ово деци дало јасан разлог за постављено друго питање, а четворогодишња деца су била у стању да покажу знање о очувању материје много раније од Пијажеовог прага од 7 до 11 година за конкретне операције.

## У осталим приматима
Истраживање је такође испитало да ли су примати који нису људи у стању да конзервирају. Шимпанзе су у стању да донесу судове о томе да ли су две количине течности исте или различите и у стању су да исправно очувају када се течности трансформишу на основу закључака. Такође су у стању да правилно чувају чврсте материје, али нису у стању да покажу очување броја. Орангутани су у стању да разликују исте и различите количине течности, али су у стању само да "псеудоконзервирају", на начин сличан деци у другој фази конзерваторског развоја, и на крају не успевају да покажу потпуну конзервацију течности.